# 裸四梳魨
(裸四梳魨)為輻鰭魚綱魨形目四齒魨亞目四齒魨科的其中一種，分布於北極南部海域及半鹹水域，體長可達15公分，棲息在沿岸沙底質底層水域，單隻活動，生活習性不平衡。身體帶有河豚毒素。